# PolyAMPS
Le polyAMPS, ou poly(acide 2-acrylamido-2-méthyl-1-propanesulfonique), est un polymère organique. Il est soluble dans l'eau, forme des gels lorsqu'il est réticulé — ainsi que des hydrogels, — et fonctionne comme un électrolyte fortement anionique. Il peut être utilisé comme résine échangeuse d'ions, très acide du fait de ses groupes acide sulfonique sur ses chaînes latérales.